# 尼玛泽仁
尼玛泽仁（藏語：ཉི་མ་རྫོང་ཚེ་རིང་，威利转写：nyi ma tshe ring；1944年1月—），藏族，四川巴塘人，无党派人士，一级美术师。

## 生平
1958年，尼玛泽仁入四川美术学院民族班学习，1962年毕业后回到家乡甘孜德格县。尼玛泽仁致力于藏画的创新，他和四川美术学院同学于毕业之后创作的《格萨尔王》、《扎西德勒》、《朱德会见格达活佛》成为新藏画的开山之作。《格萨尔王》参加了1982年秋的法国沙龙展。中华人民共和国文化部、国家民委、中国美术家协会联合授予其优秀作品首奖、佳作奖等等。此后，尼玛泽仁及其同事创作了大量新唐卡画。十世班禅十分欣赏其作品，赐其为“班禅画师”，并亲聘其为中国藏语系高级佛学院藏传佛教传统绘画研究员。
1993年，尼玛泽仁在美国波士顿、洛杉矶、华盛顿举办个人画展。1994年，在英国伦敦、曼彻斯特、利物浦、康沃、乌斯特举办个人画展。 1995年，在印度新德里现代美术馆、奥地利维也纳霍恩弗尔森宫、瑞士日内瓦联合国万国宫、瑞士苏黎世、西班牙马德里国家人类学博物馆等处举办个人画展。 1996年，在香港中华文化城展览厅、美国亚特兰大洛斯维尔市市政府、中国美术馆举办个人画展。1997年，在法国巴黎皮尔卡丹美术馆举办个人画展。 1999年，在北京全国政协礼堂、美国路易斯安娜州立大学博物馆举办个人画展。他在台湾、日本、新加坡、阿尔及利亚参加过美术联展。
尼玛泽仁是四川省文史研究馆副馆长、馆员，中国少数民族美术促进会会长，曾任中国美术家协会副主席，是第十一届全国政协委员，享受国务院颁发的政府特殊津贴。